# Nuria Castaño Gallego
Nuria Castaño Gallego, (Mairena del Aljarafe, Sevilla, 1974) es una periodista española que se dio a conocer por la prensa escrita, la radio y la televisión como redactora del Diario de Sevilla (1999-2001), para posteriormente alcanzar la popularidad por su papel de redactora en Canal Sur Televisión (2018-2020) y conseguir fama nacional por su papel de redactora y locutora de Canal Sur Radio.

## Biografía
Nuria Castaño, nació en Sevilla y se crio en Mairena del Aljarafe (Sevilla). Su vínculo sentimental con el periodismo se inició en su juventud, cuando comenzó sus estudios de periodismo en el año 1992 en la Universidad de Sevilla. Con 18 años se mudó a Sevilla para estudiar periodismo y se formó en ciencias de la información, sector audiovisual y medio ambiente.
Se dio a conocer como redactora en la sección local del Diario de Sevilla durante 3 años (1999-2001). Desde entonces, Castaño ha hecho diversos papeles como redactora y locutora de radio en Onda Cero Radio, además de ser editora del programa de televisión Espacio Protegido (2001-2012).

## Trayectoria profesional
| Año             | Programa        | Cadena    | Notas                |
| --------------- | --------------- | --------- | -------------------- |
| 2013-2014       | Campechanos     | Savitel   | Guionista            |
| 2018-2020       | Tierra y Mar    | Canal Sur | Redactora            |
| 2020-Actualidad | Canal Sur Radio | Canal Sur | Redactora y locutora |

Además, desde 2014 intervino como redactora de la revista digital iDescubre, participando en la coordinación de diálogos, entrevistas y en la sección audiovisual hasta 2016, donde comenzó a trabajar como profesora de Realización Audiovisual en la institución Cesur Formación de Sevilla (2018).

## Premios
- Premio Ondas TV.
- Premio Andalucía de Periodismo.[8]